# Фуцзян
Фуцзя́н (кит. упр. 涪江, пиньинь Fú jiāng) — река в центральной части Китая, течёт по территории города центрального подчинения Чунцин и провинции Сычуань, является правым притоком реки Цзялинцзян. Длина реки около 665 км. Площадь водосборного бассейна, по одним оценкам, 28 900 км², по другим —39 200 км². Исток реки находится на северо-восточном склоне горы Сюэбаодин (хребет Миньшань). В месте впадения Фуцзяна в Цзялинцзян располагается город Хэчуань. К областям с высоким уровнем экологического риска отнесены 14,55 % бассейна реки. В верховьях реки риск связан с эрозионной опасностью, а в среднем и нижнем течении — с антропогенной деятельностью. Наименьшему экологическому риску подвержены 13,92 % площади бассейна, занятые водно-болотными угодьями и лесами.
Долина реки находится в густонаселённой местности, среди прочих населённых пунктов на реке расположены несколько крупных городов.
На реке Фуцзян часто случаются наводнения. За последние 200 лет (XIX—XX века) произошло 50 наводнений, при которых были затоплены города, находящиеся на берегах реки, при этом Мяньян, Саньтай, Шэхун, Суйнин и Туннань пострадали 32 раза. Последнее катастрофическое наводнение произошло 2018 году. Пострадавшими от него признаны 251 тыс. человек. Материальный ущерб составил около 1,8 млрд юаней.
Бассейн реки подвержен опасности землетрясений. По наблюдениям с 26 года до н. э. до 2018 года произошло 544 землетрясения магнитудой более 5 баллов. Землетрясение, произошедшее в 2008 году, вызвало оползень, который перекрыл один из притоков реки Фуцзян — Тункоу.